# سالم المسلاتي
سالم فتحي المسلاتي، ويُعرف أيضًا باسم سالم روما (من مواليد 31 أكتوبر 1992)، هو لاعب كرة قدم ليبي يلعب في مركز الهجوم لصالح نادي النصر الليبي. يُعد من أبرز لاعبي خط الهجوم في الدوري الليبي الممتاز، وشارك مع منتخب ليبيا لكرة القدم في عدة مباريات دولية.

## الحياة المبكرة والتعليم
ولد سالم المسلاتي في ليبيا، ونشأ في بيئة محبة لكرة القدم. بدأ ممارسة كرة القدم منذ صغره في شوارع طرابلس، قبل أن ينضم إلى الفئات السنية لنادي النصر الليبي. تلقى تعليمه في المدارس المحلية، ووازن بين الدراسة وممارسة الرياضة، وكان يحظى بتشجيع من أسرته للاستمرار في المجال الرياضي.

## مسيرته الاحترافية
بدأ المسلاتي مسيرته الاحترافية في النصر الليبي عام 2012، حيث أثبت نفسه كلاعب موهوب في مركز الهجوم. انتقل لاحقًا إلى أندية خارج ليبيا منها الرمثا والبقعة في الأردن، وزاخو في العراق، حيث اكتسب خبرة دولية عززت من مستواه الفني.

### تجربة الاحتراف الخارجي
لعب المسلاتي في دوري المحترفين الأردني والدوري العراقي الممتاز، وواجه فرقًا قوية، مما أكسبه خبرة كبيرة. تميز بقدرته على التمركز والتسديد، وكان محل اهتمام عدد من الأندية العربية خلال فترة احترافه.

## أسلوب اللعب
يُعرف سالم المسلاتي بقدرته العالية على إنهاء الهجمات ودقته في التهديف داخل منطقة الجزاء. يمتاز أيضًا بالسرعة والمراوغة، مما يجعله من المهاجمين المزعجين لدفاعات الخصوم. كما يُعتبر لاعبًا جماعيًا يساهم في بناء اللعب وصناعة الأهداف.

## المسيرة الدولية
شارك المسلاتي مع المنتخب الليبي الأول منذ عام 2017، وسجل أول أهدافه الدولية في مباراة ضمن تصفيات كأس الأمم الأفريقية 2019.

### الأهداف الدولية
تُسجل أهداف المنتخب الليبي أولًا.
| رقم | التاريخ        | المكان                     | الخصم | النتيجة | المناسبة                        |
| --- | -------------- | -------------------------- | ----- | ------- | ------------------------------- |
| 1   | 17 نوفمبر 2018 | ملعب لينيت، فيكتوريا، سيشل | سيشل  | 5–0     | تصفيات كأس الأمم الأفريقية 2019 |

## الجوائز الفردية
- هداف الدوري الليبي الممتاز موسم 2016 برصيد 8 أهداف مع نادي النصر.

## في الإعلام
ظهر اسم سالم المسلاتي في العديد من الصحف والمواقع الرياضية الليبية والعربية، خاصة بعد أدائه المميز في الدوري الليبي الممتاز وفي المباريات الدولية. ولقب بـ"سالم روما" بسبب تشابه أسلوب لعبه مع بعض مهاجمي الدوري الإيطالي.

## في وسائل التواصل
يمتلك سالم المسلاتي حضورًا جيدًا على وسائل التواصل الاجتماعي، ويشارك متابعيه بصور من تدريباته ومبارياته، ويظهر تفاعله مع الجمهور من خلال حساباته الرسمية.

## أنشطة خارج الملاعب
يشارك سالم في عدد من الأنشطة المجتمعية، مثل دعم برامج تطوير مهارات الشباب الرياضي، والمشاركة في حملات توعوية في مجالات الصحة والرياضة في ليبيا.

## روابط خارجية
- ملف سالم المسلاتي – موقع كووورة
- صفحة اللاعب – National Football Teams
- ملف اللاعب – Eurosport